# 福岡将之
福岡 将之（ふくおか まさゆき、Masayuki Fukuoka、1970年12月18日 ‐ ）は、日本の写真家。長崎県長崎市出身。風景写真と植物写真を得意とする。現在、東京を拠点にコマーシャル、エディトリアルの撮影を中心に活動。

## 経歴
園芸、ガーデニング、花、料理、建築などの分野で、写真集や雑誌、書籍の撮影を行う。
全国の観光庭園、個人邸の庭の写真を多数撮影。

## 人物・作風
「風景写真で、最も大切なことは、『その場所に行って、その場所に立つ』ということ。壮大な風景を前にしても、奇をてらわず、そのまま受け入れて、素直に丁寧に撮ればいい。」「世界中の大きな風景の前に立っても、その風景を構成している足下の小さな風景にも気を配ること。そんな感覚を大切に撮影しています。」という福岡の、細部にこだわり、被写体に対して正面からストレートに撮られた写真には、見るものがあたかも、その場で一緒にその光景を目にしているかのようなリアリティーがある。

### 花・植物の写真
福岡は20代の頃からなんらかの形で、植物に密接にかかわってきており、彼の写真の多くは料理・園芸・ガーデニング・風景など、植物と関連がある。
「写真家・福岡将之の最高の作品、彼は個々の庭の雰囲気をそのままに再現する術を知っている」（フランス語原文）Avec les superbes illustrations du photographe Masayuki Fukuoka, elle a su retranscrire l’ambiance unique du jardin…（出典：La Roseraie du Val de Marne）

## 写真展歴

### 個展
- 1990 「青の空間 Blue is the color of silence」 (クリエイト札幌ギャラリー 北海道札幌市）
- 2000「tanuki koji」（イーストウエストギャラリー 北海道札幌市）
- 2001「aquascape」（クリエイト札幌ギャラリー 北海道札幌市）
- 2001「portrait 時間の肖像」（イーストウエストギャラリー 北海道札幌市）
- 2002「Seasons of Trees」（ナナカマドアベニュー 北海道札幌市）
- 2004「北鎌倉」（PIGA画廊　東京都南青山）
- 2006「きらきらふわふわ」（巷房　東京都銀座）
- 2009「胡同のふとん」（巷房　東京都銀座）
- 2011「イロイロシンガポール」巷房　東京都銀座）

### Group Exhibition グループ展
- 2003「passage04」（札幌市民ギャラリー 北海道札幌市）
- 2004「汎美展」（東京都美術館 東京都上野公園）
- 2005「日本旅行写真家協会展」東京都銀座　富士フォトサロン）
- 2008「汎美展」（国立新美術館 東京都六本木）
- 2011「TAIWAN PHOTO」（台湾　台北市）
- 2012『TOKYO PHOTO』（東京ミッドタウン　東京都六本木）
- 2013『Sometime』（インスタイルフォトグラフィーセンター　東京広尾）
- 他多数

## 主な作品

### 著書
- 2003 写真集 『portrait』（第一書林）ISBN 978-4886461797
- 2008 写真集『紫竹おばあちゃんの幸福の庭』（共著）（NHK出版）ISBN 978-4140402320
- 2009  『北鎌倉のお庭の台所』（共著）（主婦の友社）ISBN 978-4072672174

### 福岡将之撮影による写真集
- 2005  『葉山ハートセンター写真集「HAYAMA HEART CENTER」』（非売品）
- 2005  『愛・地球博壁面緑化パビリオン写真集「呼吸する緑の壁‐バイオラング」』（マルモ出版）ISBN 978-4944091393
- 2008  『ようこそバラの花園へ　アカオハーブ＆ローズガーデンの庭づくり』（株式会社ホテルニューアカオ）

### その他の書籍
- 2006  『まるごとわかるオリーブの本』（主婦の友社）ISBN 978-4072497395
- 2007  『クリスマスローズのすべて』（NHK趣味の園芸）ISBN 978-4146457775
- 2007  『観葉植物の上手な育て方』（主婦の友社）ISBN 978-4072569009
- 2007  『ベランダガーデニングをはじめる本』（えい出版社）ISBN 978-4777907915
- 2008 『育てて楽しむ　はじめてのオリーブ』 （主婦の友社）ISBN 978-4072595831
- 2009 『育てておいしいはじめてのゴーヤー＋島やさい図鑑』 （主婦の友インフォす情報社）ISBN 978-4072643198
- 2009 『DVD Book 梶みゆきのオールドローズガーデン』」（NHK趣味の園芸）ISBN 978-4140395011
- 2010 『果実とハーブのお酒とシロップ　ジャムとお茶とコンポート』主婦の友インフォス情報社）ISBN 978-4072672235
- 2011 『早稲田大学競走部のおいしい寮めし』 （主婦の友インフォス情報社） ISBN 978-4072777183
- 2012 『名古屋グランパスの食育レシピ 勝てる子どもの元気ごはん』 （主婦の友インフォス情報社）ISBN 978-4072870136
- 2013 『図解　自然な姿を楽しむ「庭木」の剪定」』 （講談社）ISBN 978-4062178877
- 2013 『雑木、花木の剪定と管理』 （主婦の友社）ISBN 978-4072900215
- 2013 『足元の小宇宙』 （NHK出版）ISBN 978-4140816172
- 2014 『咲きたい花はかならず開く』 （メディアファクトリー）ISBN 978-4040663043

2015 『ミョンちゃんの毎日のおくすりスープ』 （主婦の友社）ISBN 978-4072954553

### 雑誌等
「ガーデンダイアリー」（八月社）（主婦の友社）
「趣味の園芸テキスト」（NHK出版）
「マイガーデン」（マルモ出版）
「コンフォルト」（建築資料研究社）
「やさい畑」（家の光協会）